# Benjamín Amadeo
Benjamín Estanislao Amadeo (Buenos Aires, 22 de abril de 1984) es un actor, cantante y músico argentino.

## Biografía
Es hijo del político Eduardo Amadeo y de Beatriz Orlowski, psicóloga. Es el menor de cinco hermanos.

## Carrera profesional

### Carrera actoral
Hizo su debut en televisión en 2002 interpretando el papel de Lautaro en la telenovela 1000 millones de la productora argentina Dori Media Group, protagonizada por Gustavo Bermúdez y Araceli González, que fue emitida ese mismo año por la cadena Canal 13. Posteriormente participó en ficciones como: Son amores,  Una familia especial, El refugio, Romeo y Julieta y Amanda O.
En 2008, debutó en cine en la película Un novio para mi mujer (film de Adrián Suar), interpretando a Damián Kepelsky, un dueño de una radio que enamora a Andrea Ferro, interpretada por Valeria Bertuccelli. Ese mismo año participó de la película La leyenda.
Entre el 2009 y el 2010, interpretó a Teo Gorki en la telenovela juvenil de Cris Morena Group, Casi ángeles, que fue emitida en sus cuatro temporadas por la cadena Telefe.
En 2011, realizó participaciones especiales en la telenovela Herederos de una venganza y en los unitarios Maltratadas e Historias de la primera vez. Ese mismo año participó en la película De martes a martes (film de Gustavo "Chus" Triviño).
En 2012, formó parte del elenco protagónico de la segunda temporada de la serie de televisión Los Únicos, donde interpretó a Cristiano Dergian. A fines de 2012 se sumó al elenco de la tira Qitapenas —comedia musical estrenada en 2013—, en donde interpreta a Alex Jones, hijo de los antagonistas.
En 2013, realizó una temporada teatral de verano en Buenos Aires con la obra La jaula de las locas, donde interpretó a Laurent, hijo de Albin y Renato, la pareja protagónica. En mayo de ese año participó del unitario Historias de corazón, como antagonista en el capítulo "Ojos que no ven".
Durante el segundo semestre del año 2013, participó del programa Tu cara me suena. Sus imitaciones en el programa fueron: Ale Sergi de Miranda!, Luciano Pereyra, Amy Winehouse, Rodrigo, Indio Solari, Luis Miguel, David Bisbal, Elton John, Shakira, Alejandro Lerner, Robbie Williams, Chayanne y Michael Bublé. En 2014 participó varias veces, donde tuvo la posibilidad de imitar a Chayanne, Chris Martin de Coldplay, Coti, Freddie Mercury de Queen y Gustavo Cerati.
En 2014, integró el elenco de la telecomedia de Telefe, Señores Papis. Desde ese mismo año hasta el 2017 fue invitado recurrente en Peligro: Sin codificar caracterizando distintos personajes.
En 2017 formó parte del elenco de la telecomedia Fanny la fan por Telefe y en 2018 interpretó a Tomás en Mi hermano es un clon de Canal 13.
En 2019 grabó una película en Perú, Encintados. En 2020 apareció en la serie de comedia Casi feliz  y en la película Crímenes de familia en Netflix. En 2021 apareció en la serie Entrelazados de Disney+.

### Carrera musical
El 14 de junio de 2015, participó de la ceremonia de los Premios Martín Fierro con dos canciones: «En los sueños» de Catupecu Machu y «Zona de Promesas» de Soda Stereo. Ese año además compuso e interpretó la cortina musical de Showmatch, «Te imaginé».
El 15 de julio de 2016, lanzó su primer sencillo "Volaré" que forma parte de su primer disco solista Vida Lejana, bajo la producción de Sony Music. El álbum fue presentado el 19 de agosto de 2016 y contó con 12 canciones. Por el álbum ganó un premio Carlos Gardel como Artista nuevo pop.
Sobre la creación del álbum, Benjamín contó: “‘Vida lejana’ llega justo en el momento que debía llegar, después de un largo tiempo de composición y atención a cada letra, instrumento y melodía. Es un disco deseado y honesto en el que todas las palabras tienen un sentido para mí. Es completamente auto-referencial. Es un lugar donde la palabra que más resuena es ‘Libertad’”. Y concluye diciendo: “La canción es una maravillosa oportunidad para decir cosas que no podés decir de otra manera”.[cita requerida]
El 24 de noviembre de 2016 presentó Vida Lejana en vivo en Córdoba por primera vez.
También cantó junto a Sandra Mihanovich  en los festejos de sus 40 años con la música, en el Teatro Ópera.
En 2017 fue parte de la gira de Abel Pintos y abrió el show de Ed Sheeran en Argentina.
En 2019 abrió los shows de Morat, Sebastián Yatra, Iván Noble y Norah Jones. Además participó de un homenaje a Queen en Buenos Aires.
En 2020 abrió el show de Backstreet Boys en Argentina, y participó de los shows de Lito Vitale y Soledad.
En 2021 participó de los shows de Ángela Leiva y Camilo. Ese mismo año publicó el álbum Quiromancia, un álbum inspirado en los secretos detrás de las líneas y los montes de las palmas de las manos. En este sentido, "Las Flores" está inspirada en la línea de la vida; "Salvarme Ahora" en la línea del corazón y "No te enamores" en la línea de la cabeza. El álbum cuenta con 12 canciones.[cita requerida]

## Filmografía

### Cine
| Año  | Título                 | Papel           | Dirección                      |
| ---- | ---------------------- | --------------- | ------------------------------ |
| 2008 | Un novio para mi mujer | Damián Kepelsky | Juan Taratuto                  |
| 2008 | La leyenda             | Nelson Duarte   | Sebastián Pivotto              |
| 2012 | De martes a martes     | Martiniano      | Gustavo Triviño                |
| 2014 | La segunda muerte      | Playero         | Santiago Fernández Calvete     |
| 2016 | La última fiesta       | Pedro           | Leandro Mark y Nicolás Silbert |
| 2020 | Crímenes de familia    | Daniel Arrieta  | Sebastián Schindel             |
| 2022 | Encintados             | Facundo         | Gianfranco Quattrini           |
| 2024 | Jaque mate             | «Malcosido»     | Jorge Nisco                    |
| 2025 | Mensaje en una botella | Tomás Blanco    | Gabriel Nesci                  |

### Televisión
| Año       | Título                      | Papel              | Notas                                  |
| --------- | --------------------------- | ------------------ | -------------------------------------- |
| 2002      | 1000 millones               | Lautaro            |                                        |
| 2003      | Son amores                  | Matías             |                                        |
| 2005      | Una familia especial        | Emanuel            |                                        |
| 2006      | El refugio                  | Benjamín Álvarez   |                                        |
| 2007      | Romeo y Julieta             | Leonardo Caporale  |                                        |
| 2008      | Amanda O                    | Demo               |                                        |
| 2009-2010 | Casi ángeles                | Teo Gorki          |                                        |
| 2011      | Herederos de una venganza   | Andrés Gutiérrez   |                                        |
| 2011      | Historias de la primera vez | Lucas              | Episodio: «La primera vez embarazados» |
| 2011      | Maltratadas                 | Walter             | Episodio: «El ídolo de barro»          |
| 2012      | Los Únicos                  | Cristiano Dergian  |                                        |
| 2013-2014 | Tu cara me suena            | Participante       | 5.to clasificado                       |
| 2013      | Qitapenas                   | Alex Jones         |                                        |
| 2013      | Historias de corazón        | Gastón             | Episodio: «Ojos que no ven»            |
| 2014      | Señores papis               | José Pablo Arregui |                                        |
| 2014-2018 | Peligro: Sin codificar      | Humorista          |                                        |
| 2015      | Dispuesto a todo            | Simón Garré        | Especial de la Fundación Huésped       |
| 2015      | Elegidos                    | Jurado             | 1 programa                             |
| 2017      | Fanny, la fan               | Gaspar Campos      |                                        |
| 2018-2019 | Mi hermano es un clon       | Tomás Álzaga       |                                        |
| 2020-2022 | Casi feliz                  | León               |                                        |
| 2021-2023 | Entrelazados                | Diego Lasso        |                                        |
| 2022      | Robo mundial                | Wally Castaneda    |                                        |

### Web
| Año           | Título          | Papel     | Canal |
| ------------- | --------------- | --------- | ----- |
| 2015          | Eléctrica       | Él mismo  | Vimeo |
| 2025-presente | Soñé que volaba | Conductor | Olga  |

## Teatro
| Año       | Título                | Papel           | Dirección                     |
| --------- | --------------------- | --------------- | ----------------------------- |
| 2005      | Te deseo mi amor      | Marco           | Erika Halvorsen               |
| 2007-2008 | Fuimos todos          | Carlos Angelini | Florencia y Marcelo Montalbán |
| 2008-2009 | Fiebre de Werther     | Werther         | Erika Halvorsen               |
| 2009-2010 | Casi ángeles          | Teo Gorki       | Cris Morena                   |
| 2013      | La jaula de las locas | Laurent         | Carlos Olivieri               |
| 2014-2015 | Casa fantasma         | Ternura         | Carlos Olivieri               |

## Discografía

### Álbumes de estudio
| Año  | Álbum                                                                                                |
| ---- | --- |
| 2016 | Vida lejana - Lanzamiento: 19 de agosto de 2016. - Formatos: CD, descarga digital y streaming        |
| 2021 | Quiromancia - Lanzamiento: 4 de septiembre de 2021. - Formatos: Descarga digital y streaming         |
| 2024 | Salvando las distancias - Lanzamiento: 25 de julio de 2024. - Formatos: Descarga digital y streaming |

### Sencillos
| Año  | Sencillo                                     | Posiciones en listas | Posiciones en listas | Álbum       |
| Año  | Sencillo                                     | ARG                  | ARG Nacional         | Álbum       |
| ---- | -------------------------------------------- | -------------------- | -------------------- | ----------- |
| 2016 | «Volaré»                                     | —                    | —                    | Vida Lejana |
| 2016 | «10 mil»                                     | —                    | —                    | Vida Lejana |
| 2017 | «Ya no hay más»                              | —                    | —                    | Vida Lejana |
| 2018 | «Cada noche»                                 | —                    | 17                   | Sin álbum   |
| 2019 | «Salvarme ahora»                             | —                    | —                    | Quiromancia |
| 2019 | «No te enamores»                             | —                    | —                    | Quiromancia |
| 2019 | «Las flores» (con Los Auténticos Decadentes) | 85                   | 3                    | Quiromancia |
| 2020 | «Vámonos»                                    | —                    | 14                   | Quiromancia |
| 2020 | «Magnetismo» (con Coti)                      | —                    | 8                    | Quiromancia |
| 2020 | «Cálido y rojo» (con Miranda!)               | 88                   | 7                    | Quiromancia |
| 2021 | «Tierra firme»                               | —                    | 9                    | Quiromancia |
| 2021 | «Iluminábamos» (con Monsieur Periné)         | —                    | 15                   | Quiromancia |

## Giras musicales
- Vida lejana Tour (2016-2018)
- Quiromancia Tour (2021-2022)
- Salvando las distancias Tour (2024)

## Premios y nominaciones
| Premio                                    | Año  | Categoría                         | Trabajo nominado                             | Resultado   | Ref.          |
| ----------------------------------------- | ---- | --------------------------------- | -------------------------------------------- | ----------- | ------------- |
| Nickelodeon Kids' Choice Awards Argentina | 2011 | Villano favorito                  | Casi ángeles                                 | Nominado    | [ 17 ]        |
| Nickelodeon Kids' Choice Awards Argentina | 2014 | Bombón                            | Benjamín Amadeo                              | Ganador     | [ 18 ]        |
| Nickelodeon Kids' Choice Awards Argentina | 2017 | Artista o grupo nacional favorito | Benjamín Amadeo                              | Prenominado | [ 19 ]        |
| Premios Carlos Gardel                     | 2017 | Mejor álbum artista masculino pop | Vida lejana                                  | Nominado    | [ 20 ] [ 21 ] |
| Premios Carlos Gardel                     | 2017 | Mejor álbum nuevo artista pop     | Vida lejana                                  | Ganador     | [ 20 ] [ 21 ] |
| Premios Carlos Gardel                     | 2022 | Mejor álbum artista pop           | Quiromancia                                  | Nominado    | [ 22 ]        |
| Premios Carlos Gardel                     | 2025 | Mejor álbum de pop rock           | Salvando las distancias                      | Nominado    | [ 23 ]        |
| Premios Cóndor de Plata                   | 2017 | Revelación masculina              | La última fiesta                             | Nominado    | [ 24 ]        |
| Premios Cóndor de Plata                   | 2021 | Mejor actor de reparto            | Crímenes de familia                          | Nominado    | [ 25 ]        |
| Premios Quiero                            | 2020 | Mejor video rock                  | «Las flores» (con Los Auténticos Decadentes) | Nominado    | [ 26 ]        |
| Premios Quiero                            | 2024 | Mejor video melódico              | «Para siempre» (con Soledad)                 | Nominado    | [ 27 ]        |
| Premios Sur                               | 2020 | Mejor actor de reparto            | Crímenes de familia                          | Nominado    | [ 28 ]        |
| Premios VOS                               | 2015 | Galán del verano                  | Casa fantasma                                | Nominado    | [ 29 ]        |